# Rob Groener
Rob Groener (* 19. September 1945 in Glanerbrug) ist ein niederländischer ehemaliger Fußballspieler und -trainer.

## Spielerkarriere

### Verein
Groener spielte bis 1972 beim SC Herakles. Mit dem Verein aus Almelo spielte der Verteidiger zwischen 1962 und 1966 in der Eredivisie. 

### Nationalmannschaft
Groener war Teilnehmer bei den Olympischen Sommerspielen. Dabei führte er die Niederlande als Kapitän ins Turnier.

## Trainerkarriere
Groener arbeitete ab 1972 als Fitnesstrainer beim FC Twente Enschede. Nebenbei arbeitete er als Sportlehrer in Almelo und trainierte den Amateurklub Quick ’20 Oldenzaal. 1978 erhielt er seine Trainerlizenz und fing noch im gleichen Jahr an die Nationalmannschaft Surinames zu trainieren. Doch schon bald kehrte Groener zu Quick ’20 zurück. 1981 übernahm er von Hennie Hollink das Traineramt beim Twente Enschede. Mit Platz zwölf belegte die Mannschaft einen enttäuschenden Rang. Als der Start in die Folgesaison ebenfalls schlecht verlief, wurde der Fußballlehrer im November 1982 von Antoine Kohn abgelöst.
Für eine kurze Zeit wurde Groener nochmals Nationaltrainer und führte die Niederländischen Antillen. Später folgten nur noch Managerposten.

## Karriere als Berater
Nach seiner Trainerkarriere wurde Groener als Berater tätig. Dabei ist er in besitzt der Official FIFA Players Agent-Lizenz. Zu seinen Klienten gehören unter anderem der österreichische Nationalspieler Marko Arnautović, der griechische Nationalspieler Giorgos Samaras und der ehemalige deutsche U-21-Nationalspieler Peter Niemeyer sowie der Trainer Jan de Jonge. 